# 一字金輪仏頂
一字金輪仏頂 （いちじきんりんぶっちょう）、梵名エーカークシャローシュニーシャチャクラ (एकाक्षरोष्णीषचक्र  [ekākṣaroṣṇīṣacakra )は仏頂尊の一尊。深い瞑想の境地に至った如来が説いた一字の真言ボロン(भ्रूं [bhrūṃ])を神格化したものである。
一字とは梵字一文字で表せるボロンを真言とすることに由来する。金輪とは転輪聖王のうち最も優れた金輪王を意味し、仏頂尊の霊験が極めて優れたことを譬えたもの。そのため一字金輪曼荼羅では、転輪聖王が従えるという七つの宝（金輪、如意宝珠、女宝、馬宝、象宝、主蔵宝、主兵神宝）が、一字金輪仏頂と共に描かれる。 
所依の経典により、如来形の釈迦金輪（しゃかきんりん）と大日金輪（だいにちきんりん）の二つの姿が説かれる。

## 釈迦金輪
釈迦金輪は、釈迦如来所変の仏頂尊とされる。
三昧耶形は八輻輪(8本のスポークのある輪宝)。種子はボロン(bhrūṃ)。
その姿は、実際の造形例では螺髪の通常の如来形で赤い衣服を纏う。印相は定印にしてその両手の上に輪宝を乗せ、須弥山の上の月輪(全身を取り囲む白い光背)または日輪（赤い月輪）の中に座しているものが多い。また、光背の周縁に輪宝を巡らせてある場合もある。
一方『陀羅尼集経第一』（大正新脩大蔵経No.901）には「体色は金色で七宝冠を戴き全身から光を放つ。印を結んで七宝で飾られた蓮の花の上に結跏趺坐する。座っている蓮華の下に輪宝、さらにその下に宝池がある」と記されている。
釈迦金輪はその輪宝で九曜等の天体神を折伏するとされ、宿曜道では凶星のもたらす災いを避ける修法の本尊として重視される。

## 大日金輪

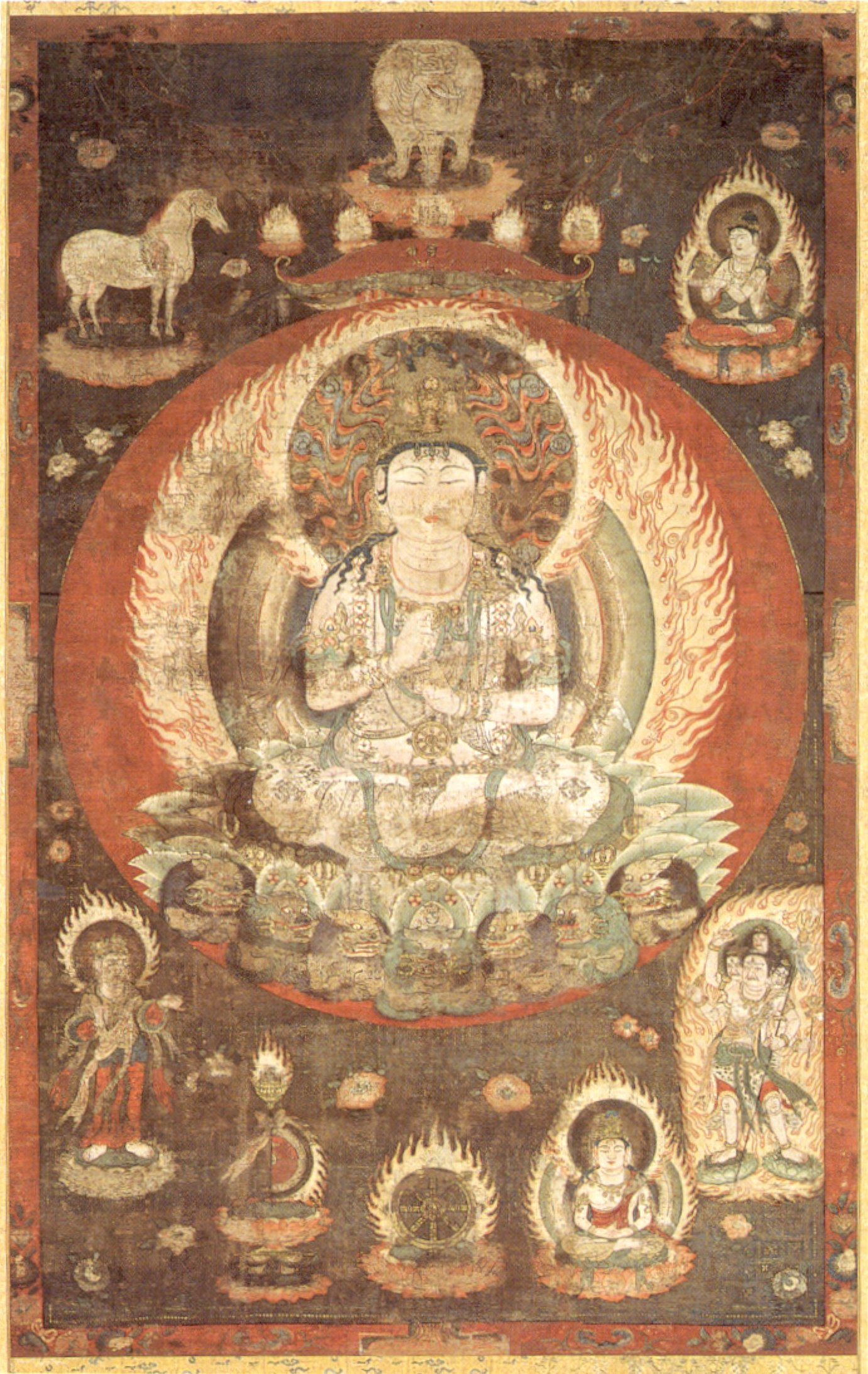
一字金輪曼荼羅
中央の大日金輪を、仏眼仏母と 転輪聖王の七種の宝が囲む。

大日金輪は、大日如来所変の仏頂尊とされ、金剛界大日如来が胎蔵界日輪三昧という瞑想の境地に入って唱えた「ボロン」の神格化とされる。
三昧耶形は十二輻輪。種子は釈迦金輪と同じくボロン(bhrūṃ)。
その姿は、全身を五智宝冠等の装身具で飾り、印相は智拳印。七匹の獅子の支える白蓮華の上に座す。その姿は金剛界大日如来に酷似するが、大日如来が月輪の中に座すのに対し、大日金輪は日輪（赤い月輪）の中に座すのが特徴である。また、日輪の周縁に輪宝が配される場合もある。
大日金輪は、天台宗では蘇悉地法の本尊として金剛界・胎蔵界大日如来に並ぶ尊格とする。
また仏眼仏母と表裏一体の存在とも考えられ、金剛界大日如来が胎蔵界日輪三昧の境地にある姿が大日金輪、胎蔵界大日如来が金剛界月輪三昧にある姿が仏眼仏母であるとする。
また、一字金輪仏頂が折伏、仏眼仏母が摂受によって衆生を教化するという意味でも表裏一体である。
一字金輪仏頂の曼荼羅に仏眼仏母、仏眼仏母の曼荼羅に一字金輪仏頂を配して修法を行うのも、両者の補完関係を期待してのものである。つまり、一字金輪仏頂の霊験の輪宝によって倒された悪神は、真実の眼を開く仏眼仏母によって善神として蘇るのだという。
なお、一字金輪仏頂を本尊とする修法はあまりに強力であり、その壇から五百由旬四方の場所で行われている他の修法は全て無効化されてしまうとされた。そのため、真言宗では東寺の長者のみが修することを許されていたという。

## 仏像
一字金輪仏頂尊は、仏画に表されることが多いが、仏像に現されるのは稀である。一例は中尊寺の安置されている一字金輪仏頂尊像（木造一字金輪坐像・重要文化財・秘仏）であり、奥州藤原氏三代秀衡の念持仏と伝えられている。

## 関連事項
- 密教
- 大日如来
- 釈迦如来
- 真言宗
- 天台宗
- 星曼荼羅
- 星まつり